# Discestra columbica
Discestra columbica là một loài bướm đêm trong họ Noctuidae.